# 紐芬蘭和拉布拉多省省督
紐芬蘭和拉布拉多省督（英語：Lieutenant Governor of Newfoundland and Labrador）是加拿大君主查爾斯三世在加拿大紐芬蘭和拉布拉多省的代表，負責在該省行使君主的職權。此職位前身為紐芬蘭自治領總督，並隨紐芬蘭和拉布拉多於1949年加入加拿大而改為現稱。人選是經加拿大總理提名後由加拿大總督委任，而聯邦總理在提名過程中亦通常會諮詢省长的意見，產生方法與其他省份的省督相若。